# Melvins
1. | Melvins (2023)                                                         |                                                                                                                                                                               |
| Rok założenia                                                          | 1983 |
| Pochodzenie                                                            | Montesano |
| Gatunek                                                                | rock alternatywny pop alternatywny indie rock metal alternatywny heavy metal grunge sludge metal muzyka eksperymentalna noise hardcore punk doom metal stoner metal punk rock |
| Wydawnictwo                                                            | C/Z, Alchemy, Boner, Atlantic, Amphetamine Reptile, Man's Ruin, Ipecac Recordings, Your Choice Records, Alternative Tentacles, Slap A Ham                                     |
| Powiązania                                                             | Altamont, Big Business, Dead Kennedys, Fantômas, Fecal Matter, Lustmord, Nirvana, Green River, Porn, The Cows, The Murder City Devils, Shrinebuilder, Thrones, Tool           |
| Współpracownicy                                                        | |
| David Scott Stone, Adam Jones, Trevor Dunn, Jello Biafra, Mark Deutrom | |
| Strona internetowa                                                     | |

Melvins – amerykański zespół muzyczny powstały w 1983 w Montesano w stanie Waszyngton, występujący obecnie jako trio, sporadycznie jako kwartet.
Trzon grupy stanowią wokalista/gitarzysta Buzz Osborne oraz perkusista/wokalista Dale Crover wspierani przez wielokrotnie zmienianych gitarzystów basowych. Muzyka grupy, początkowo inspirowana My War Black Flag oraz Black Sabbath, z czasem jednak uległa zmianom i ich specyficzne poczucie humoru oraz improwizacje nie pozwalają jednoznacznie jej skategoryzować. Melvins wywarło wpływ na muzykę grunge, szczególnie na zespoły z Seattle, takie jak np. Nirvana. Sama grupa miała duży wpływ na sludge metalowe zespoły (m.in. Boris, Isis).
Grupa przez pewien czas występowała z wokalistą Dead Kennedys – Jello Biafrą w projekcie muzycznym popularnie zwanym Jelvins, współpraca ta zaowocowała nagraniem dwóch albumów i szeregiem tras koncertowych. W 2006, po odejściu z zespołu Kevina Rutmanisa, Melvins rozpoczęło współpracę z zespołem Big Business, i m.in. dzięki obecności na scenie dwóch perkusji, koncerty grupy stały się jeszcze bardziej widowiskowe.

## Muzycy

### Skład zespołu
- Buzz Osborne – gitara elektryczna, śpiew (od 1980)

Znany również jako „King Buzzo”. Udziela się w grupach Fantômas oraz Venomous Concept. Nagrał również partie drugiej gitary na album Salival grupy Tool do You Lied (Peach) (a nie No Quarter (Led Zeppelin), jak sugeruje albumowa wkładka) oraz występuje sporadycznie na ich koncertach.
- Dale Crover – instrumenty perkusyjne, śpiew (od 1984)

Znany z partii perkusyjnych w kilku utworach na płycie Bleach zespołu Nirvana. Współzałożyciel zespołu Fecal Matter wraz z Kurtem Cobainem. Crover śpiewa i gra na gitarze w grupie Altamont oraz jest czynnym perkusista grupy The Men of Porn.
- Coady Willis – perkusja (od 2006)
- Jared Warren – bas, wokal (od 2006)

### Muzycy sesyjni lub sporadycznie występujący z zespołem
- David Scott Stone – gitara elektryczna, gitara basowa
- Adam Jones – gitara elektryczna, gitara basowa
- Trevor Dunn – gitara basowa
- Jello Biafra – śpiew

### Byli członkowie
- Mike Dillard – instrumenty perkusyjne (wczesne lata 80. – 1984)
- Matt Lukin – gitara basowa (wczesne lata 80. – 1988)
- Lori Black – gitara basowa (1988–1991, 1993)
- Joe Preston – gitara basowa (1991–1992)
- Mark Deutrom – gitara basowa (1994–1998)
- Kevin Rutmanis – gitara basowa (1998–2005)

## Historia
Melvins rozpoczęło działalność na początku lat 80., w pierwszym składzie poza Buzzem Osbornem (gitara, śpiew), znalazł się również Matt Lukin (gitara basowa, później Mudhoney) oraz Mike Dillard (perkusja), grając kompozycje z repertuaru takich zespołów jak The Who czy Black Sabbath i  powoli kreując własny styl. Gdy Dillard opuścił zespół, rolę bębniarza przejął Dale Crover i właśnie ta zmiana personalna zaważyła na jego brzmieniu, które stało się cięższe, szybsze i bardziej skomplikowane.
W tym okresie zespół poznał także Kurta Cobaina, który był ich wielkim fanem, kierowcą oraz tragarzem zarazem.
W 1985 roku C/Z Records nagrywa film dokumentalny o scenie rockowej stanu Waszyngton, zawiera on 4 utwory Melvins. W tym samym roku Crover wraz z Cobainem zakładają zespół  nazwany później Fecal Matter. w 1986 r. zaś grupa wydaje swoje pierwsze EP zatytułowany Six Songs, a w grudniu tego samego roku wydaje swój pierwszy album (LP) – Gluey Porch Treatments.
W roku 1988 Osborne i Crover przeprowadzają się do Kalifornii, co staje się bezpośrednim powodem odejścia z zespołu Matta Lukina, który zakłada zespół Mudhoney, w Melvins zastępuje go od tego czasu Lori Black (Lorax). Zespół nagrywa kolejną płytę, Ozma, w maju 1989 r., a w sesjach nagraniowych uczestniczy Mark Deutrom, późniejszy basista zespołu.
Na początku 1990 r. Nirvana wyrzuca swojego perkusistę i  Cobain prosi o jego zastąpienie Dale’a Crovera, niedługo jednak jego miejsce w Nirvanie zajmuje Dave Grohl.
Po zakończeniu prac nad albumem Bullhead zespół wyjeżdża w trasę po Europie i dnia 23 stycznia 1991 r. zarejestrowany zostaje koncert, który później wydany zostaje jako Your Choice Live Series Vol. 12. Po powrocie z trasy Melvins rejestrują album Eggnog, który zostaje wydany w tym samym roku w Boner Rec.
Lorax, córka Shirley Temple opuszcza zespół, a jej miejsce zajmuje Joe Preston, który nagrywa z Melvins Salad of Thousand Delights (1992, Box Dog Video), album „solowy” z serii EPek Solo Albums (King Buzzo, Dale Crover, Joe Preston, 1992, Boner Records) i w 1992 r. album Lysol. Wtedy też następuje kolejna roszada na stanowisku basisty, Preston ponownie zastąpiony zostaje Lori Black, która ostatecznie opuszcza zespół po nagraniu albumu Houdini (1993, Atlantic Rec.). Wydanie albumu Houdini zbiega się w czasie z największym zainteresowaniem zespołem Nirvana, na czym niepomiernie zyskuje również Melvins.
Posadę basisty w zespole otrzymuje Mark Deutrom, realizator dźwięku na wcześniejszym albumie grupy, z nim w składzie zespół wydaje dwa albumy w roku 1994, Stoner Witch (Atlantic Rec.) oraz Prick (Atlantic Rec., wydany pod nazwą SNIVLEM), w 1996 r. Album Stagg, a w 1997 zespół opuszcza wytwórnię Atlantic Records, kończąc tym samym lata największych sukcesów, i wracając ponownie do podziemia (jest tym samym jednym z niewielu zespołów, które „odkupiły” swoją duszę od diabła, który w świecie muzyki alternatywnej utożsamiany jest z wielkimi, mainstreamowymi wytwórniami)

Powracając do wytwórni Amphetamine Records zespół wydaje album Honky (1996) oraz płytę Alive at the F*ckerclub in 1998, zarejestrowaną na żywo w Richmond w Australii w sierpniu 1997.
W 1999 r. Melvins rozpoczynają współpracę z wytwórnią Ipecac (której właścicielem jest Mike Patton). Pierwszym dzieckiem tej współpracy jest wydanie trylogii: The Maggot (1999), The Bootlicker (1999) i The Crybaby (2000) oraz reedycje płyt wcześniejszych (m.in Gluey Porch Treatments). Miłość Melvins do eksperymentów ujawnia się na kolejnych albumach, Electroretard (2001) oraz Collossus of Destiny (2001) a również na wspólnym albumie ze znanym DJ-em – Lustmordem – Pigs of the Roman Empire (2004).
Uwieńczeniem współpracy Melvins z Jello Biafrą, wokalistą grupy Dead Kennedys, było wydanie dwóch albumów Never Breathe What You Can’t See (2004) oraz Sieg Howdy! (2005) oraz szereg koncertów, w czasie których Kevin Rutmanis opuszcza zespół, a jego miejsce zajmuje Dave Scott Stone, występujący wcześniej sporadycznie jako drugi gitarzysta, w tym samym czasie zespół odbywa koncerty z Adamem Jonesem z zespołu Tool.
W 2006 Dale Crover potwierdza w wywiadzie przyjęcie do zespołu basisty i perkusisty zespołu Big Business. Od tego czasu zespół odbywa próby z dwoma perkusjami, chcąc stworzyć na scenie efekt „lustra” (Dale Crover jest prawo-, a Coady Willis leworęczny).

## Dyskografia

### Albumy Studyjne
| Rok  | Tytuł                                            | Wytwórnia płytowa             |
| ---- | ------------------------------------------------ | ----------------------------- |
| 1987 | Gluey Porch Treatments                           | Boner Records                 |
| 1989 | Ozma                                             | Boner Records                 |
| 1991 | Bullhead                                         | Boner Records                 |
| 1992 | Lysol                                            | Boner Records                 |
| 1993 | Houdini                                          | Atlantic Records              |
| 1994 | Prick                                            | Reptile Records               |
| 1994 | Stoner Witch                                     | Atlantic Records              |
| 1996 | Stag                                             | Atlantic Records              |
| 1997 | Honky                                            | Amphetamine Reptile Records   |
| 1999 | The Maggot                                       | Ipecac Recordings             |
| 1999 | The Bootlicker                                   | Ipecac Recordings             |
| 2000 | The Crybaby                                      | Ipecac Recordings             |
| 2001 | Electroretard                                    | Man's Ruin Records            |
| 2002 | Hostile Ambient Takeover                         | Ipecac Recordings             |
| 2004 | Pigs of the Roman Empire                         | Ipecac Recordings             |
| 2004 | Never Breathe What You Can’t See w. Jello Biafra | Alternative Tentacles Records |
| 2005 | Sieg Howdy w. Jello Biafra                       | Alternative Tentacles Records |
| 2006 | (A) Senile Animal                                | Ipecac Recordings             |
| 2008 | Nude With Boots                                  | Ipecac Recordings             |
| 2010 | The Bride Screamed Murder                        | Ipecac Recordings             |
| 2012 | Freak Puke                                       | Ipecac Recordings             |
| 2013 | Everybody Loves Sausages                         | Ipecac Recordings             |
| 2013 | Tres Cabrones                                    | Ipecac Recordings             |
| 2014 | Hold It In                                       | Ipecac Recordings             |
| 2016 | Basses Loaded                                    | Ipecac Recordings             |
| 2017 | A Walk with Love and Death                       | Ipecac Recordings             |

### Kompilacje
| Rok  | Tytuł                                             | Wytwórnia płytowa   |
| ---- | ------------------------------------------------- | ------------------- |
| 1997 | Singles 1-12                                      | Amphetamine Reptile |
| 2000 | The Trilogy Vinyl                                 | Ipecac Recordings   |
| 2003 | 26 songs                                          | Ipecac Recordings   |
| 2003 | Melvinmania: Best of the Atlantic Years 1993–1996 | Atlantic Records    |
| 2004 | Neither Here nor There                            | Ipecac Recordings   |
| 2005 | Mangled Demos from 1983                           | Ipecac Recordings   |
| 2007 | The Making Love Demos                             | Bifocal Media       |
| 2009 | Chicken Switch                                    | Ipecac records      |

### Minialbumy
| Rok  | Tytuł                  | Wytwórnia płytowa           |
| ---- | ---------------------- | --------------------------- |
| 1986 | Six Songs              | C/Z Records                 |
| 1991 | Eggnog                 | Boner Records               |
| 1992 | King Buzzo             | Boner Records               |
| 1992 | Dale Crover            | Atlantic Records            |
| 1992 | Joe Preston            | Boner Records               |
| 1995 | Tora Tora Tora (album) | X-Mas                       |
| 2007 | Smash The State        | Amphetamine Reptile Records |

### Albumy koncertowe
| Rok  | Tytuł                               | Wytwórnia płytowa           |
| ---- | ----------------------------------- | --------------------------- |
| 1986 | 10 Songs                            | C/Z Records                 |
| 1991 | Your Choice Live Series Vol.12      | Your Choice Records         |
| 1998 | Alive at the Fucker Club            | Amphetamine Reptile Records |
| 1999 | Live at Slim's 8-Track Tape         | Life is Abuse Records       |
| 2001 | Colossus of Destiny                 | Ipecac Recordings           |
| 2002 | Millennium Monsterwork 2000         | Ipecac Recordings           |
| 2006 | A Live History of Gluttony and Lust | Ipecac Recordings           |
| 2008 | The End (album Melvins)             | Enturruption                |
| 2008 | Melvins vs. Minneapolis             | Amphetamine Reptile Records |
| 2009 | Manchild 4/Pick Your Battles        | Bifocal Media               |

### DVD
| Rok  | Tytuł                        | Wytwórnia płytowa |
| ---- | ---------------------------- | ----------------- |
| 1992 | Salad of a Thousand Delights | Box Dog Video     |
| 2008 | Live From London 2006        | Ipecac Recordings |